# Hyon Chol-hae
Hyon Chol Hae (13 tháng 8 năm 1934 - 19 tháng 5 năm 2022), là một Nguyên soái Quân đội Nhân dân Triều Tiên. Ông là nguyên soái quân đội thứ 6 của quân đội Triều Tiên.
Trong Chiến tranh Triều Tiên, Hyon từng là cận vệ của Chủ tịch Kim Nhật Thành. Hyon được cho là người thân cận với cố Chủ tịch Kim Jong Il. Ngày 10 tháng 4 năm 2012, Quân ủy Trung ương Đảng Lao động Triều Tiên và Hội đồng Quốc phòng Cộng hòa Dân chủ Nhân dân Triều Tiên cùng ra quyết định thăng Hyon làm Phó Nguyên soái. Tháng 4 năm 2016, ông cùng với Kim Yong-chun được phong quân hàm Nguyên soái Quân đội Nhân dân Triều Tiên. Ông qua đời ngày 19 tháng 05 năm 2022. Trước khi qua đời, ông giữ chức tổng Cố vấn cho Bộ Quốc phòng Triều Tiên.